# Wojewodowie wileńscy

## Wojewodowiewojewództwa wileńskiegoWielkiego Księstwa LitewskiegoiI Rzeczypospolitej
| Monarcha                                                                  | #  | Wojewoda                                 | Portret | Herb | Lata sprawowania urzędu | Lata życia                                                            |
| ------------------------------------------------------------------------- | -- | ---------------------------------------- | ------- | ---- | ----------------------- | --------------------------------------------------------------------- |
| Witold Kiejstutowicz                                                      | 1  | Wojciech Moniwid                         |         |      | 1413 – 1422             | XIV w. – po wrześniu 1422                                             |
| Witold Kiejstutowicz/ Świdrygiełło                                        | 2  | Jerzy Giedygołd Kojlikinowicz            |         |      | 1425 – 1432             | zm. po 9 czerwca 1435                                                 |
| Zygmunt Kiejstutowicz/ Władysław III Warneńczyk                           | 3  | Jan Dowgird                              |         |      | 1434 – 1443             | zm. 1442/1443                                                         |
| Władysław III Warneńczyk/ Kazimierz IV Jagiellończyk                      | 4  | Jan Gasztołd                             |         |      | 1443 – 1457             | 1395 – 1458                                                           |
| Kazimierz IV Jagiellończyk                                                | 5  | Jan Moniwidowicz                         |         |      | 1458                    | ok. 1395 – 1458                                                       |
| Kazimierz IV Jagiellończyk                                                | 6  | Michał Kieżgajło                         |         |      | 1458 – 1476             | zm. po 1476                                                           |
| Kazimierz IV Jagiellończyk                                                | 7  | Olechno Sudymuntowicz                    |         |      | 1477 – 1491             | zm. między 13 sierpnia 1490 a 1 marca 1491                            |
| Kazimierz IV Jagiellończyk/ Aleksander I Jagiellończyk/ Zygmunt I Stary   | 8  | Mikołaj Radziwiłłowicz                   |         |      | 1492 – 1509             | ok. 1440 – 16 lipca 1509                                              |
| Zygmunt I Stary                                                           | 9  | Mikołaj Radziwiłł                        |         |      | 1510 – 1521             | 1470 – 1521                                                           |
| Zygmunt I Stary                                                           | 10 | Olbracht Gasztołd                        |         |      | 1522 – 1539             | 1470 – 1539                                                           |
| Zygmunt I Stary/ Zygmunt II August                                        | 11 | Jan Hlebowicz                            |         |      | 1542 – 1549             | 1480 – 1549                                                           |
| Zygmunt II August                                                         | 12 | Mikołaj Krzysztof Czarny Radziwiłł       |         |      | 1551 – 1565             | 4 lutego 1515, Nieśwież – 28/29 maja 1565, Łukisze (dziś część Wilna) |
| Zygmunt II August/ Henryk III Walezy/ Stefan Batory                       | 13 | Mikołaj Radziwiłł Rudy                   |         |      | 1566 – 1584             | 1512 – 27 kwietnia 1584, Wilno                                        |
| Stefan Batory/ Zygmunt III Waza                                           | 14 | Krzysztof Mikołaj Piorun Radziwiłł       |         |      | 1584 – 1603             | 1547 – 20 listopada 1603, Łosośna Wielka                              |
| Zygmunt III Waza                                                          | 15 | Mikołaj Krzysztof Sierotka Radziwiłł     |         |      | 1604 – 1616             | 2 sierpnia 1549, Ćmielów – 28 lutego 1616, Nieśwież                   |
| Zygmunt III Waza                                                          | 16 | Jan Karol Chodkiewicz                    |         |      | 1616 – 1621             | 1570/1571 – 24 września 1621 r., Chocim                               |
| Zygmunt III Waza/ Władysław IV Waza                                       | 17 | Lew Sapieha                              |         |      | 1621 – 1633             | 4 kwietnia 1557, Ostrowno – 7 lipca 1633, Wilno                       |
| Władysław IV Waza                                                         | 18 | Krzysztof Radziwiłł                      |         |      | 1633 – 1640             | 22 marca 1585 – 19 listopada 1640, Świadoście                         |
| Władysław IV Waza                                                         | 19 | Janusz Tyszkiewicz Skumin                |         |      | 1640 – 1642             | 1572 – 27 maja 1642                                                   |
| Władysław IV Waza/ Jan II Kazimierz Waza                                  | 20 | Krzysztof Chodkiewicz                    |         |      | 1642 – 1652             | zm. 3 października 1652                                               |
| Jan II Kazimierz Waza                                                     | 21 | Janusz Radziwiłł                         |         |      | 1653 – 1655             | 12 grudnia 1612, Popiel – 31 grudnia 1655, Tykocin                    |
| Jan II Kazimierz Waza                                                     | 22 | Paweł Jan Sapieha                        |         |      | 1656 – 1665             | 1609 – 30 grudnia 1665, Różana                                        |
| Jan II Kazimierz Waza                                                     | 23 | Michał Kazimierz Radziwiłł               |         |      | 1667 – 1668             | 26 października 1635, Lwów – 14 listopada 1680, Bolonia/Lejda         |
| Jan II Kazimierz Waza/ Michał Korybut Wiśniowiecki                        | 24 | Jerzy Karol Hlebowicz                    |         |      | 1668 – 1669             | 1603 – 1669                                                           |
| Michał Korybut Wiśniowiecki/ Jan III Sobieski                             | 25 | Michał Kazimierz Pac                     |         |      | 1669–1682               | ok. 1624 – 4 kwietnia 1682, Wilno                                     |
| Jan III Sobieski/ August II Mocny/ Stanisław Leszczyński/ August II Mocny | 26 | Kazimierz Jan Paweł Sapieha              |         |      | 1682 – 1720             | ok. 1642 – 13 marca 1720, Grodno                                      |
| August II Mocny                                                           | 27 | Ludwik Konstanty Pociej                  |         |      | 1722 – 1730             | 1664, Kietowiszki – 3 stycznia 1730, Różanka                          |
| August II Mocny                                                           | 28 | Kazimierz Dominik Ogiński                |         |      | 1730 – 1733             | zm. 10 października 1733                                              |
| Stanisław Leszczyński/ August III Sas                                     | 29 | Michał Serwacy Wiśniowiecki              |         |      | 1735 – 1744             | 13 maja 1680, Lwów – 16 września 1744, Merecz                         |
| August III Sas                                                            | 30 | Michał Kazimierz Rybeńko Radziwiłł       |         |      | 1744 – 1762             | 13 czerwca 1702, Ołyka – 22 maja 1762, Wilno                          |
| August III Sas/ Stanisław August Poniatowksi                              | 31 | Karol Stanisław Panie Kochanku Radziwiłł |         |      | 1762 – 1764             | 27 lutego 1734, Nieśwież – 21 listopada 1790, Biała Podlaska          |
| Stanisław August Poniatowski                                              | 32 | Michał Kazimierz Ogiński                 |         |      | 1764 – 1768             | 1728/1730/1731, Warszawa – 31 maja 1800, Słonim/ Warszawa             |
| Stanisław August Poniatowski                                              | 33 | Karol Stanisław Panie Kochanku Radziwiłł |         |      | 1768 – 1790             | 27 lutego 1734, Nieśwież – 21 listopada 1790, Biała Podlaska          |
| Stanisław August Poniatowski                                              | 34 | Michał Hieronim Radziwiłł                |         |      | 1790 – 1795             | 10 października 1744, Kraków – 28 marca 1831, Warszawa                |